# The Inner Circle (catch)
Palmarès
Voir ici
The Inner Circle était un clan de catcheurs composé de Chris Jericho, Jake Hager, Sammy Guevara, Ortiz et Santana. Ils travaillent actuellement à la All Elite Wrestling.

## Histoire

### All Elite Wrestling (2019-2022)

#### Formation du groupe et capture du titre mondial de la AEW (2019-2020)
Le 31 août 2019 à All Out, Chris Jericho devient le premier champion mondial de la AEW en battant "Hangman" Adam Page. Le même soir, Ortiz et Santana font leurs débuts en attaquant les Young Bucks et les Lucha Brothers.
Le 2 octobre à Dynamite, Chris Jericho, Ortiz et Santana battent Kenny Omega et les Young Bucks dans un 6-Man Tag Team Match. Après le combat, Sammy Guevara porte un Low-Blow à Cody Rhodes, puis Jack Hager fait ses débuts en attaquant Dustin Rhodes. Le 9 novembre à Full Gear, Chris Jericho conserve son titre en battant Cody Rhodes. Le 11 décembre à Dynamite, Chris Jericho propose à Jon Moxley de rejoindre son clan.
Le 8 janvier 2020 à Dynamite, Jon Moxley effectue un Face Turn et décline l'offre de Chris Jericho en lui cassant une bouteille de champagne sur la tête, mais garde les clefs de la Ford GT offerte par celui-ci la semaine passée. Le 29 février à Revolution, Jack Hager bat Dustin Rhodes, mais Sammy Guevara perd face à Darby Allin et Chris Jericho, accompagné d'Ortiz et Santana, perd face à Jon Moxley, ne conservant pas son titre.

#### Rivalité avec The Elite et arrivées de MJF & Wardlow (2020-2021)
Le 18 mars à Dynamite, Jack Hager, Ortiz et Santana battent Cody Rhodes, "Hangman" Adam Page et Matt Jackson dans un 6-Man Tag Team Match. Après le combat, le clan est confronté par Matt Hardy, qui fait ses débuts au sein de la fédération.
Le 23 mai à Double or Nothing, le clan perd face à l'Elite et Matt Hardy dans un Stadium Stampede Match.
Le 1er juillet à Fyter Fest Night 1, Jack Hager ne remporte pas le titre TNT de la AEW, battu par Cody Rhodes. De leur côté, Ortiz et Santana perdent face à Private Party. La semaine suivante à Fyter Fest Night 2, Chris Jericho bat Orange Cassidy. Le 22 juillet à Dynamite, Sammy Guevara fait son retour, après un mois de suspension. Le 5 septembre à All Out, Sammy Guevara perd face à Matt Hardy dans un Broken Rules Match, Ortiz, Santana et  Jack Hager ne remportent pas la Casino Battle Royale, au profit de Lance Archer, et Chris Jericho perd face à Orange Cassidy dans un Mimosa Mayhem Match. 
Le 7 novembre à Full Gear, MJF bat Chris Jericho, permettant à Wardlow et lui d'intégrer le clan,. Sammy Guevara, quant à lui, perd face à Matt Hardy dans un Elite Deletion Match.

#### Tensions dans le groupe et départ de Sammy Guevara (2020-2021)
Le 2 décembre à Dynamite : Winter is Coming, MJF, Sammy Guevara et Wardlow participent à la Dynamite Diamond Battle Royale, remportée par le premier et Orange Cassidy. Mais durant le combat, MJF élimine Sammy Guevara, ce qui créé des tensions entre les deux. Plus tard dans la soirée, Chris Jericho bat Frankie Kazarian. Pendant le match, MJF voulait faire abandonner son leader en lui lançant une serviette, mais Sammy Guevara l'en a empêché. Alors qu'ils se disputent, le Canadien informe que si le clan ne se réconcilie pas la semaine prochaine, il sera dissous. La semaine suivante à Dynamite, Sammy Guevara accepte de faire la paix avec MJF en lui serrant la main, mais annonce qu'au moindre problème avec lui, il quittera le clan. Plus tard dans la soirée, le second conserve sa bague en battant Orange Cassidy. Le 30 décembre à Dynamite : Tribute to Brodie Lee, MJF, Ortiz et Santana perdent face à "Hangman" Adam Page et au Dark Order dans un 6-Man Tag Team Match, à la suite d'une intervention d'Erick Rowan sur Wardlow.
Le 6 janvier 2021 à Dynamite : New Year's Smash #1, Wardlow bat Jack Hager. Après le combat, tous les membres du clan se réconcilient. Le 10 février à Dynamite, Sammy Guevara effectue un Face Turn en attaquant MJF dans les vestiaires, après avoir découvert que ce dernier ait tenté d'enregistrer ses propos pour les retourner contre lui-même. Plus tard dans la soirée, Chris Jericho et MJF battent The Acclaimed. Après le combat, Sammy Guevara prévient son leader de ce qu'il avait prévenu, en cas de problème avec son partenaire, et prend la décision de quitter le clan. Le 7 mars à Revolution, Chris Jericho et MJF ne remportent pas les titres mondiaux par équipe de la AEW, battus par les Young Bucks.

#### Retour de Sammy Guevara, rivalité avec The Pinnacle, capture du titre TNT et dissolution du clan (2021-2022)
Le 10 mars à Dynamite, Chris Jericho réunit les membres du clan pour un conseil de guerre et souhaite recruter un nouveau membre, ce qui n'est pas de l'avis de MJF. Sammy Guevara fait son retour et montre à son leader une vidéo, où MJF a tenté de corrompre les membres du clan pour se débarrasser du Canadien. Chris Jericho et les membres du clan effectuent un Face Turn en se retournant contre MJF, qui est renvoyé, mais celui-ci présente son nouveau clan : The Pinnacle (FTR, Shawn Spears, Tully Blanchard, Wardlow et lui-même), ce qui déclenche une bagarre entre les 10 hommes, où Chris Jericho et les membres de son clan se font tabasser. Le 31 mars à Dynamite, le clan fait son retour et corrige, à leur tour, le clan rival.
Le 14 avril à Dynamite, Chris Jericho bat Dax Harwood, avec comme arbitre spécial Mike Tyson. Après le combat, le Canadien annonce que ce dernier rejoint officiellement son clan. Le 5 mai à Dynamite : Bloods & Guts, le clan perd face à The Pinnacle dans un Bloods & Guts Match par capitulation. Le 30 mai à Double or Nothing, le clan prend sa revanche, en battant le clan rival dans un Stadium Stampede Match. 
Le 14 juillet à Fyter Fest Night 1, Sammy Guevara bat Wheeler Yuta. La semaine suivante à Fyter Fest Night 2, Chris Jericho bat Shawn Spears. Le 28 juillet à Fight for the Fallen, Ortiz et Santana battent FTR. Plus tard dans la soirée, Chris Jericho bat Nick Cage. Le 5 septembre à All Out, Chris Jericho bat MJF par soumission, lui permettant de poursuivre sa carrière de catcheur. Le 29 septembre à Dynamite, Sammy Guevara devient le nouveau champion TNT de la AEW en battant Miro.
Le 13 novembre à Full Gear, le clan bat Men of the Year (Ethan Page et Scorpio Sky) et American Top Team (Dan Lambert, Junior Dos Santos et Andrei Arlovski) dans un 10-Man Minneapolis Street Fight Tag Team Match. Le 25 décembre à Rampage, Sammy Guevara perd face à Cody Rhodes, ne conservant pas son titre.
Le 8 janvier 2022 à Battle of the Belts, The Spanish God redevient temporairement champion TNT de la AEW en battant Dustin Rhodes. Le 26 janvier à Dynamite: Beach Break, Sammy Guevara redevient définitivement champion TNT de la AEW en battant Cody Rhodes dans un Ladder Match, remportant le titre pour la seconde fois. Le 9 février à Dynamite, Sammy Guevara quitte  définitivement le clan, ne supportant plus les tensions qui règnent entre Ortiz, Santana et le leader.  Le 6 mars à Revolution, Chris Jericho perd face à Eddie Kingston par soumission. Le 9 mars à Dynamite, Jack Hager et Chris Jericho effectuent un Heel Turn en attaquant Ortiz, Santana et Eddie Kingston, avec l'aide de 2.0 et Daniel Garcia, créant la Jericho Appreciation Society et provoquant la dissolution du clan.

## Membres du clan
| * | Membre(s) fondateur(s) |
| L | Leader(s)              |

| Identité      | Identité | Arrivée         | Départ         | Notes                               |
| ------------- | -------- | --------------- | -------------- | ----------------------------------- |
| Chris Jericho | * L      | 9 octobre 2019  | 9 mars 2022    | Premier AEW World Champion (1 fois) |
| Jake Hager    | *        | 9 octobre 2019  | 9 mars 2022    |                                     |
| Sammy Guevara | *        | 9 octobre 2019  | 9 février 2022 |                                     |
| Ortiz         | *        | 9 octobre 2019  | 9 mars 2022    |                                     |
| Santana       | *        | 9 octobre 2019  | 9 mars 2022    |                                     |
| MJF           |          | 7 novembre 2020 | 10 mars 2021   |                                     |
| Wardlow       |          | 7 novembre 2020 | 10 mars 2021   |                                     |
| Mike Tyson    |          | 14 avril 2021   |                |                                     |

### Sous-groupes
| Sous-groupes     | Membres                     | Formations | Genre  |
| ---------------- | --------------------------- | ---------- | ------ |
| Le Sex Gods      | Chris Jericho Sammy Guevara | 2019-2021  | Équipe |
| Pound'N Powerful | Ortiz Santana               | 2019-2022  | Équipe |
| Jericho et Hager | Chris Jericho Jake Hager    | 2020-2022  | Équipe |
| MJF et Wardlow   | MJF Wardlow                 | 2020-2021  | Équipe |
| Sammy Hager      | Sammy Guevara Jake Hager    | 2021       | Équipe |
| MJF et Jericho   | MJF Chris Jericho           | 2020-2021  | Équipe |

## Palmarès
- All Elite Wrestling
  - 1 fois champion du monde de la AEW : Chris Jericho (premier)
  - 2 fois champion TNT de la AEW : Sammy Guevara